# Vrani
Vrani (en hongrois : Alsóvarány) est une commune roumaine située dans le județ de Caraș-Severin.